# Даніель Гранлі
Даніель Фредрік Гранлі (норв. Daniel Fredrik Granli, нар. 1 травня 1994, Берум, Норвегія) — норвезький футболіст, центральний захисник данського клубу «Ольборг».

## Ігрова кар'єра

### Клубна
Даніель Гранлі народився в містечку Берум. Грав у футбол на аматорському рівні, до 2010 року грав у молодіжній команді місцевого клубу «Берум». Після чого перейшов до клубу «Стабек», з яким підписав професійний контракт. У 2013 році зіграв першу гру в основі у норвезькому Першому дивізіоні.
Вже з наступного сезону Гранлі разом з клубом виступав у Елітсерії. У березні 2014 року футболіст вперше зіграв в елітному дивізіоні. Даніель Гранлі забронював за собою постійне місце в основі і наступного сезону допоміг команді вибороти третє місце в чемпіонаті. На матчі кваліфікації Ліги Європи Гранлі потрапив у заявку але на поле так і не вийшов. Провів у команді шість сезонів, зігравши понад півтори сотні матчів.
На початку 2019 року Гранлі перейшов до шведського АІКа. Зі стокгольмським клубом Гранлі взяв участь у матчах кваліфікації Ліги чемпіонів. У Швеції захисник грав півтора сезону. У вересні 2020 року він відправився в оренду у данський «Ольборг». У січні 2021 року термін оренди закінчився і Гранлі підписав з «Ольборгом» контракт на повноцінній основі.

### Збірна
У 2020 році Даніель Гранлі провів одну гру у складі національної збірної Норвегії.

## Титули
Стабек
 Бронзовий призер чемпіонату Норвегії: 2015

## Приватне життя
Батько Даніеля Еспен Гранлі в минулому футбольний воротар, виступав за клуби «Стабек» та «Люн». З 2012 року працює тренером воротарів у клубі «Стабек».